# 大宰府学校院跡

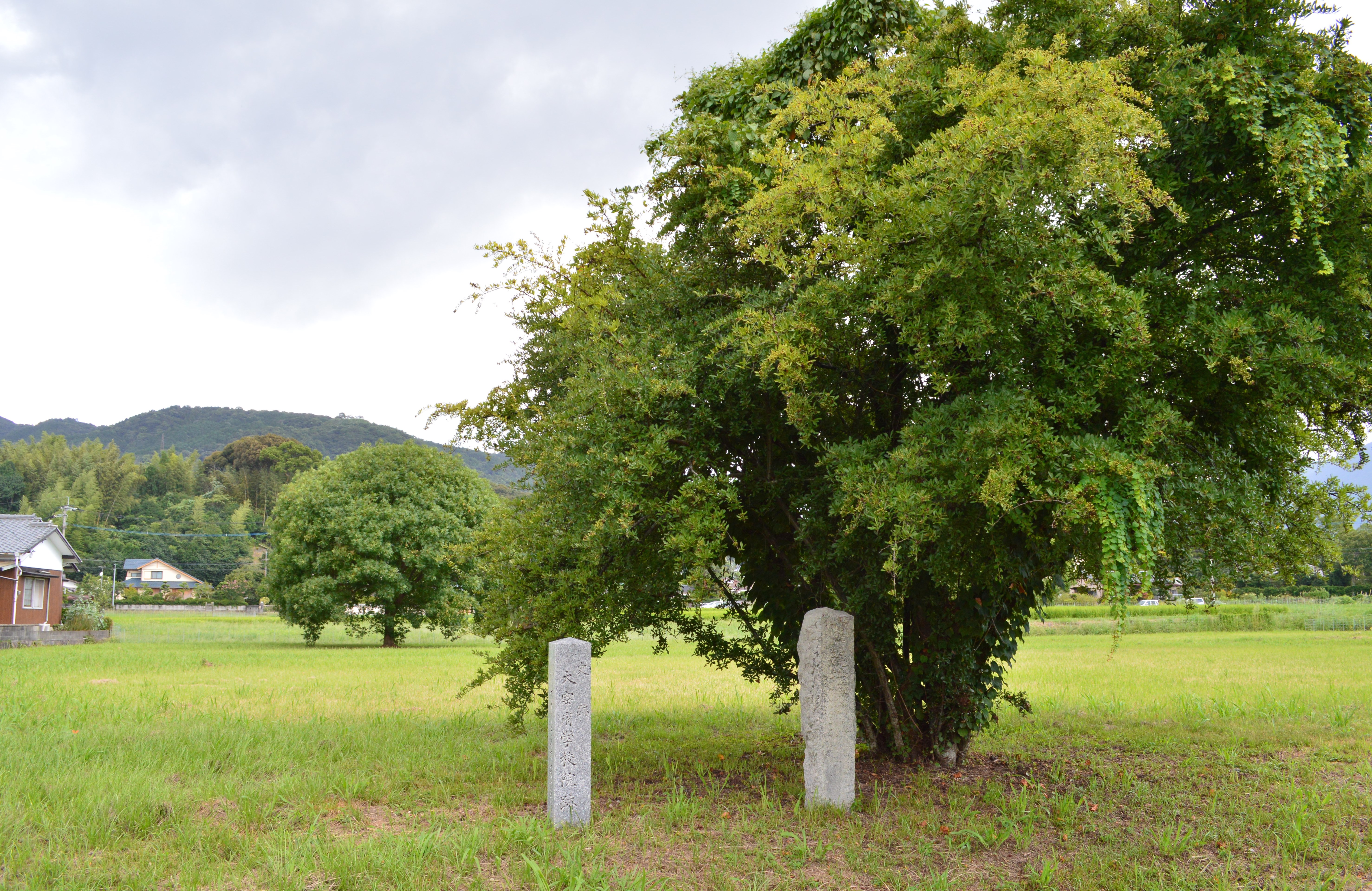
学校院跡

大宰府学校院跡（だざいふがっこういんあと）は、福岡県太宰府市大字観世音寺に所在する大宰府の官人養成機関に関する遺跡である。1970年（昭和45年）に、国の史跡に指定されている。

## 概要
大宰府学校院は、中央の大学・典薬の両寮、地方の国学に相当するものである。その成立時期は明らかではないが、律令制度の整備が進むにつれて、学校に相当する機関が設立されたと考えられている。
天応元年（781年）3月の太政官符に「府学校に六国の学生・医生・算生は二百余人あり」と見えるのが文献上の初見史料である。

## 発掘調査
1969年（昭和44年）から、大宰府史跡調査の一環として発掘調査が行われた。学校院の中央部から掘立柱建物4軒が検出された。そのうち2軒は2間×3間の総柱で倉庫風の建物、他の2軒のうち1軒は4間×7間の南北に庇を持つ建物と推定されており、中心的建物と考えられている。この建物の時期は平安時代前半と推測されている。学校院の東辺部からは掘っ立て柱建物7軒、南北溝、築地状遺構などが検出されている。建物は3回建て替えられ、奈良時代の後半頃の建物が一番古い。南北溝は、平安時代から室町時代にかけて存続しており、築地状遺構も平安時代前半頃の築造と考えられており、学校院の東を区切るものであったと推測されている。学校院の全体の発掘調査は今後の課題である。

## 交通アクセス
- 鉄道
  - 西日本鉄道（西鉄）太宰府線 西鉄五条駅 から徒歩約15分（1200m）
  - 西日本鉄道（西鉄）太宰府線 太宰府駅から徒歩約21分 （1700m）
  - 西日本鉄道（西鉄）天神大牟田線 都府楼前駅 から徒歩約16分（1300m）
- バス
  - 都府楼前駅からまほろば号北谷回り・内山ゆき、若しくは太宰府駅、西鉄五条駅からまほろば号都府楼前駅ゆきに乗車し「観世音寺前」バス停下車3分（280m）
  - 博多駅から西鉄バス（400系統）で「筑陽学園前」バス停下車、徒歩6分（530m）
- 自家用車
  - 九州自動車道太宰府インターチェンジから3.5㎞